# 논고
논고(論告)는 최후변론의 하나로, 공판절차에 있어서 피고인 신문과 증거조사의 종료 후 검사가 사실 및 법률적용에 관한 의견을 진술하는 것을 말한다. 기소된 사실이 어느 증거에 의해 인정되는가, 적용법조는 어떤 것인가, 형은 어느 정도에 상당하는가 등이 논고의 내용이 된다. 논고 중에서 검사의 형벌의 종류 및 그 양에 대한 의견 진술을 구형이라고 한다. 이는 검사의 견해일 뿐이고 법원은 이에 구속되지 않고 판결을 내린다. 검사의 출석없이 개정한 경우에는 공소장의 기재사항에 있는 것을 의견진술로 간주한다.

## 참고 문헌
- 이 문서에는 다음커뮤니케이션(현 카카오)에서 GFDL 또는 CC-SA 라이선스로 배포한 글로벌 세계대백과사전의 내용을 기초로 작성된 글이 포함되어 있습니다.